# Patrimoni dell'umanità dell'Etiopia
I patrimoni dell'umanità dell'Etiopia sono i siti dichiarati dall'UNESCO come patrimonio dell'umanità in Etiopia, che è divenuta parte contraente della Convenzione sul patrimonio dell'umanità il 6 luglio 1977.
Al 2024 i siti iscritti nella Lista dei patrimoni dell'umanità sono dodici, mentre sei sono le candidature per nuove iscrizioni. I primi due siti iscritti nella lista sono stati nel 1978 le chiese rupestri di Lalibela e il Parco nazionale del Simien, durante la seconda sessione del comitato del patrimonio mondiale. Gli altri siti furono aggiunti nel 1979, 1980 (quattro), 2006, 2011, 2023 (due) e 2024. Dieci siti sono considerati culturali, secondo i criteri di selezione, due naturali.

## Siti del Patrimonio mondiale
| Foto | Sito                                                                                                   | Luogo                                               | Tipo                             | Anno | Descrizione |
| ---- | --- | --------------------------------------------------- | -------------------------------- | ---- | --- |
|      | Parco nazionale del Simien                                                                             | Gondar settentrionale                               | Naturale (9; vii, x)             | 1978 | La massiccia erosione nel corso degli anni sull'acrocoro etiopico ha creato uno dei paesaggi più spettacolari al mondo, con cime montuose frastagliate, valli profonde e dirupi aguzzi che scendono da circa 1500 m. Il parco ospita animali estremamente rari come il babbuino gelada, il lupo del Simien e lo stambecco del Simien, una capra che non si trova in nessun'altra parte del mondo. |
|      | Chiese rupestri di Lalibela                                                                            | Lalibela                                            | Culturale (18; i, ii, iii)       | 1978 | Le undici chiese rupestri monolitiche medievali di questa "Nuova Gerusalemme" del XIII secolo si trovano in una regione montuosa nel cuore dell'Etiopia, vicino a un villaggio tradizionale con abitazioni a forma circolare. Lalibela è un luogo santo della cristianità etiope, ancora oggi luogo di pellegrinaggio e devozione. |
|      | Fasil Ghebbi                                                                                           | Gondar                                              | Culturale (19; ii, iii)          | 1979 | Nei secoli XVI e XVII, la città-fortezza di Fasil Ghebbi fu residenza dell'imperatore etiope Fāsiladas e dei suoi successori. Circondata da una cinta muraria lunga 900 m, la città racchiude palazzi, chiese, monasteri ed edifici pubblici e privati unici, caratterizzati da influenze indù e arabe, successivamente trasformati dallo stile barocco portato a Gondar dai missionari gesuiti. |
|      | Bassa valle dell'Auasc                                                                                 | Regione degli Afar                                  | Culturale (10; ii, iii, iv)      | 1980 | La valle dell'Auasc contiene uno dei più importanti raggruppamenti di siti paleontologici del continente africano. I resti rinvenuti nel sito, il più antico dei quali risale ad almeno 4 milioni di anni fa, testimoniano l'evoluzione umana che ha modificato la nostra concezione della storia dell'umanità. La scoperta più spettacolare avvenne nel 1974, quando 52 frammenti di uno scheletro permisero di ricostruire la famosa Lucy. |
|      | Tiya                                                                                                   | Tiya                                                | Culturale (12; i, iv)            | 1980 | Tiya è tra i più importanti dei circa 160 siti archeologici scoperti finora nella regione di Soddo, a sud di Addis Abeba. Il sito contiene 36 monumenti, tra cui 32 stele scolpite ricoperte di simboli, la maggior parte dei quali difficili da decifrare. Sono i resti di un'antica cultura etiope la cui età non è stata ancora determinata con precisione. |
|      | Axum                                                                                                   | Axum                                                | Culturale (15; i, iv)            | 1980 | Le rovine dell'antica città di Axum si trovano vicino al confine settentrionale dell'Etiopia. Segnano la posizione del cuore dell'antica Etiopia, quando il Regno di Axum era lo stato più potente tra l'Impero Romano d'Oriente e la Persia. Le imponenti rovine, databili tra il I e il XIII secolo d.C., comprendono obelischi monolitici, stele giganti, tombe reali e le rovine di antichi castelli. Molto tempo dopo il suo declino politico nel X secolo, gli imperatori d'Etiopia continuarono ad essere incoronati ad Axum. |
|      | Bassa valle dell'Omo                                                                                   | Regione delle Nazioni, Nazionalità e Popoli del Sud | Culturale (17; iii, iv)          | 1980 | Sito preistorico vicino al lago Turkana, la bassa valle dell'Omo è rinomata in tutto il mondo. La scoperta di numerosi fossili, in particolare di Homo gracilis, è stata di fondamentale importanza nello studio dell'evoluzione umana. |
|      | Harar Jugol, la città storica fortificata                                                              | Harar                                               | Culturale (1189; ii, iii, iv, v) | 2006 | La storica città fortificata di Harar si trova nella parte orientale del paese su un altopiano con profonde gole circondate da deserti e savana. Le mura che circondano questa sacra città musulmana furono costruite tra il XIII e il XVI secolo. Harar Jugol, che si dice sia la quarta città più sacra dell'Islam, conta 82 moschee, tre delle quali risalgono al X secolo, e 102 santuari, ma le case a schiera con il loro eccezionale design degli interni costituiscono la parte più spettacolare del patrimonio culturale di Harar. L'impatto delle tradizioni africane e islamiche sull'evoluzione delle tipologie edilizie e urbanistiche della città ne determinano il carattere particolare e l'unicità. |
|      | Paesaggio culturale Konso                                                                              | Konso                                               | Culturale (1333; iii, v)         | 2011 | Il paesaggio culturale Konso è un arido sito di terrazzamenti murati in pietra e insediamenti fortificati negli altopiani di Konso. Costituisce un esempio spettacolare di una tradizione culturale vivente che risale a 21 generazioni (più di 400 anni) adattata al suo ambiente arido e ostile. Il paesaggio dimostra i valori condivisi, la coesione sociale e la conoscenza ingegneristica delle sue comunità. Il sito presenta anche statue lignee antropomorfe - raggruppate per rappresentare membri rispettati delle loro comunità ed eventi particolarmente eroici - che sono un'eccezionale testimonianza vivente di tradizioni funerarie che stanno per scomparire. Le stele di pietra nelle città esprimono un complesso sistema di segnare il passaggio di generazioni di capi. |
|      | Paesaggio culturale ghedeo                                                                             | Ghedeo                                              | Culturale (1641; iii, v)         | 2023 | Il sito si trova lungo il bordo orientale del Rift principale etiope, sulle ripide scarpate degli altopiani etiopi. Un'area di agroforestazione, utilizza la coltivazione multistrato con grandi alberi che proteggono l'ensete indigeno, la principale coltura alimentare, sotto la quale crescono caffè e altri arbusti. L'area è densamente popolata dal popolo Ghedeo le cui conoscenze tradizionali supportano la gestione forestale locale. All'interno dei pendii montuosi coltivati ci sono foreste sacre tradizionalmente utilizzate dalle comunità locali per rituali associati alla religione ghedeo, e lungo i crinali montuosi ci sono densi gruppi di monumenti megalitici, che vennero venerati dai Ghedeo e curati dai loro anziani. |
|      | Parco nazionale delle montagne di Bale                                                                 | Adaba, Delo Menna, Dinsho, Goba, Harena Buluk       | Naturale (111; vii, x)           | 2023 | Questo sito protegge un mosaico paesaggistico di straordinaria bellezza che è modellato dalle forze combinate di antiche effusioni laviche, glaciazioni e dissezione da parte della Great Rift Valley. Le montagne di Bale presentano picchi e creste vulcaniche, spettacolari scarpate, ampie valli, laghi glaciali, foreste lussureggianti, gole profonde e numerose cascate, creando una bellezza naturale eccezionale. Il sito ospita una biodiversità diversificata e unica a livello di ecosistemi, specie e genetica. Cinque fiumi principali hanno origine all'interno del Parco, che si stima forniscano acqua e sostengano la vita di milioni di persone in Etiopia e oltre. |
|      | Melka Kunture e Balchit: siti archeologici e paleontologici nella regione degli altipiani dell'Etiopia | Sebeta Hawas                                        | Culturale (13; iii, iv, v)       | 2024 | Situato nell'alta valle dell'Awash, il sito seriale è un gruppo di scavi preistorici che conservano documenti archeologici e paleontologici – comprese le impronte – che testimoniano l'occupazione dell'area da parte dei gruppi di ominidi due milioni di anni fa. I siti, situati a circa 2 000-2 200 metri sul livello del mare, hanno restituito fossili di Homo erectus, Homo heidelbergensis e Homo sapiens arcaico, documentati in strati ben datati in associazione con vari strumenti realizzati con rocce vulcaniche. La sequenza culturale comprende quattro fasi consecutive dei tecnocomplessi Olduvaiano, Acheuleano, età della pietra media e tarda. Frammenti di paleo-paesaggi, conservati sepolti sotto depositi vulcanici e sedimentari con fauna e flora fossili, consentono la ricostruzione dell'ecosistema di alta montagna degli altipiani etiopi durante il Pleistocene. Si possono quindi trarre conclusioni sull'adattamento dei gruppi di ominidi alle sfide e alle condizioni climatiche delle alte quote. |

## Siti candidati
| Foto | Sito                                                                                         | Luogo                                                  | Tipo                                 | Anno       | Descrizione |
| ---- | -------------------------------------------------------------------------------------------- | ------------------------------------------------------ | ------------------------------------ | ---------- | --- |
|      | Sito religioso, culturale e storico di Dirre Scec Hussèn                                     | Scec Hussèn                                            | Culturale (5649; ii, iii, iv, vi)    | 14/12/2011 | Dirre Scec Hussèn è un centro di pellegrinaggio islamico del X secolo che si affolla due volte l'anno di persone provenienti da diversi angoli del paese e comunità islamiche del Corno d'Africa e dei paesi del Medio Oriente. Dirre Scec Hussèn è composto da magnifici gruppi di edifici, tombe monumentali e corti che rappresentano il periodo altomedievale dell'architettura islamica ed edifici di notevoli qualità ingegneristiche. |
|      | Holqa Sof Omar: patrimonio naturale e culturale (Sof Omar: grotte del mistero)               | Bale Robe                                              | Misto (5651; iii, v, vi, vii, viii)  | 14/12/2011 | Holqa Sof Omar è una delle caverne sotterranee più spettacolari ed estese del mondo. Formato dal fiume Weyib quando ha cambiato il suo corso in un lontano passato e ha scavato un nuovo canale attraverso le colline calcaree, il sistema di grotte di Sof Omar è uno straordinario fenomeno naturale di bellezza mozzafiato: un mondo sotterraneo con i suoi portali ad arco, gli alti soffitti erosi e le profonde camere echeggianti a volta. Queste grotte, oggi un importante santuario islamico intitolato al santo sceicco Sof Omar Ahmed, che qui si rifugiò intorno all'inizio dell'XI secolo d.C., hanno una storia religiosa che precede l'arrivo dei musulmani a Bale. |
|      | Paesaggi sacri del Tigrè                                                                     | Mehakelegnaw, Misraqawi                                | Culturale (6301; ii, iii, iv, v, vi) | 02/02/2018 | Il sito seriale consiste in tre zone separate contenenti gruppi di chiese scavate nella roccia in spettacolari paesaggi naturali situati nelle zone di Mehakelegnaw e Misraqawi. Il paesaggio sacro di Gheralta è costituito da un massiccio montuoso a ovest di Ugorò; il paesaggio sacro di Tembien è una catena montuosa situata a sud-est di Gheralta; il paesaggio sacro di Atsbi è un'area montuosa a est di Gheralta, all'estremità orientale degli altopiani etiopi, con montagne dalla sommità piatta o colline e profonde valli incise. Un numero significativo di chiese ha pitture murali e molte conservano tesori in la forma di manoscritti, dipinti portatili e oggetti liturgici, compresi esempi sopravvissuti dal Medioevo, soprattutto nelle chiese che costituiscono il nucleo di monasteri ancora attivi. |
|      | Patrimonio culturale di Yeha                                                                 | Yeha                                                   | Culturale (6477; i, ii, iii, iv)     | 10/03/2020 | Yeha è un luogo sacro per i cristiani ortodossi etiopi, sito di memoria vivente e pratiche religiose per i credenti sin dalla fondazione del Monastero di Abune Aftsie nel VI secolo d.C. da parte di uno dei Nove Santi che giunse nel Corno d'Africa dall'Europa e dal Medio Oriente nello stesso secolo per l'evangelizzazione. Il sito conserva due complessi edifici monumentali conosciuti come il Palazzo Grat Be'al Geubri e il Grande Tempio di Yeha e due aree cimiteriali denominate "tombe a pozzo" scavate nella roccia di Da'ero Mikael e le tombe scavate nella roccia di Abiy Addi risalenti alla prima metà del primo millennio a.C. Conserva intatte ricchi resti archeologici sotterranei posti intorno a queste strutture monumentali e alle tombe sopra menzionate risalenti allo stesso periodo.          |
|      | Monasteri insulari del Lago Tana e patrimoni naturali e culturali delle zone umide adiacenti | Gojam occidentale, Gondar centrale, Gondar meridionale | Misto (6580; iii, v, vi, x)          | 06/08/2021 | Il lago Tana è stato per molti secoli il centro politico e spirituale della fede cristiana etiope. Comprende 37 isole, di cui circa 27 hanno monasteri, chiese e ruderi di palazzi d'età antica e di notevole importanza storica. Gli imponenti monasteri e chiese situati in spettacolari paesaggi acquatici sono di grande importanza per la storia africana poiché, protetti dalla loro inaccessibilità grazie all'acqua, sono stati il rifugio ideale del tesoro culturale etiope sin dal XIII secolo. Molti dei primi manoscritti, manufatti e oggetti ecclesiastici, nonché i resti di antichi imperatori etiopi e i loro tesori furono ospitati nei monasteri insulari dove rimasero per secoli al sicuro. |
|      | Parco nazionale dei Monti Simien (estensione)                                                | Gondar settentrionale                                  | Naturale (6651; vii, x)              | 31/01/2023 | Recentemente il confine del parco nazionale dei Monti Simien è stato ampliato per garantire aree più ampie di habitat adatto allo stambecco ualià e al lupo etiopico e per proteggere l'intera comunità vegetale afro-alpina e afro-montana. Nel processo partecipativo di ridemarcazione del Parco nazionale, importanti siti tra cui le Riserve faunistiche di Mesarerya e Limalimo e i monti Silki, Kidus Yared e Ras Dejen con i corridoi interconnessi erano entrati a far parte del territorio protetto, mentre venivano esclusi alcuni villaggi situati ai margini del parco e alcune aree coltivate in base alla necessità di rispettare le leggi e le politiche nazionali di conservazione che vietare gli insediamenti e la coltivazione.                                                                             |